# Limeira
Limeira är en stad och kommun i Brasilien och ligger i delstaten São Paulo. Kommunen har cirka 300 000 invånare.

## Historik
Limeiras historia börjar med den ekonomiska exploateringen i delstaten São Paulo, närmare bestämt i mitten av 1826, vilket markerar grundandet av regionen Limeira.
Limeira byggdes upp på mark som hade röjts nära en stig som kallas Picadão de Cuiabá, som användes för leveranser till gruvorna i Mato Grosso.
Byn fick sin början i samband med byggandet av bruk, när slavhandlare och slavar anlände och även när man utvisade squatters som fanns i området. Det är möjligt att konstatera att vid folkräkningen som genomfördes 1822 i staden Piracicaba, att regionen Morro Azul och Tatuibi (båda Limeira) hade en befolkning på 951 fria människor och 546 slavar.
Vägarna som länkar dessa regioner till huvudstaden var osäkra vilket fick Nicolau Pereira de Campos Vergueiro att leda en grupp bönder som Manuel Bento de Barros, José Ferraz de Campos och andra att be provinsregeringen att bygga en väg som underlättade flödet av brukens produktion i regionen Piracicaba och Limeira.
Denna väg öppnades år 1826, medan bostäder uppfördes i området. 1842 fick området status som by.